# Firestorm (album av Ambush)
Firestorm är Ambush's debutalbum som släpptes den 24 maj 2014.

## Låtlista
| Nr | Titel                      | Längd |
| -- | -------------------------- | ----- |
| 1. | Firestorm                  | 4:48  |
| 2. | Ambush                     | 3:28  |
| 3. | Hellbound                  | 3:46  |
| 4. | Don't Shoot (Let 'Em Burn) | 4:52  |
| 5. | Close My Eyes              | 4:13  |
| 6. | Molotov Cocktail           | 4:14  |
| 7. | Heading East               | 4:15  |
| 8. | Master of Pain             | 4:08  |
| 9. | Natural Born Killers       | 3:56  |